# Michael Ahlt
Michael Ahlt (* 12. Mai 1943 in Prag; † 19. März 2016 in Augsburg) war ein deutscher Jurist und Richter am Bundesgerichtshof.

## Werdegang
Nach der Zweiten Juristischen Staatsprüfung 1973 war Ahlt zunächst für kurze Zeit als Rechtsanwalt tätig. Anschließend trat er in den höheren Justizdienst des Freistaats Bayern ein, wo er bei der Staatsanwaltschaft Augsburg und dem Amtsgericht Nördlingen tätig war. 1976 wurde Ahlt zum Richter am Amtsgericht Augsburg, 1988 zum Richter am Landgericht Augsburg ernannt. 1990 wurde er zum Richter am Oberlandesgericht München befördert. 1993 wurde Ahlt an das Oberlandesgericht Dresden abgeordnet, wo er zum Vorsitzenden Richter am Oberlandesgericht ernannt wurde. Von 1995 bis 2000 war er als Referent beim Gerichtshof der Europäischen Gemeinschaften tätig.
Im Jahr 2001 wurde Ahlt zum Richter am Bundesgerichtshof ernannt und dem XII. Zivilsenat zugewiesen. Mit Ablauf des 31. Mai 2008 ging er in Pension und arbeitete bis zu seinem Tod in der von seinem Sohn geführten Kanzlei in Augsburg als Rechtsanwalt.

## Nachweise
1. ↑  Todesanzeige (Memento vom 20. August 2016 im Internet Archive) vom 2. April 2016 im Internetportal der Augsburger Allgemeinen, abgerufen am 10. August 2016.
2. ↑  Pressemitteilung des Bundesgerichtshofs Nr. 101/2008 vom 30. Mai 2008